# Harsikî, Ciornuhî
Harsikî (în ucraineană Харсіки) este localitatea de reședință a comunei Harsikî din raionul Ciornuhî, regiunea Poltava, Ucraina.

## Demografie
Componența lingvistică a localității Harsikî
     Ucraineană (97,13%)
     Rusă (2,57%)
     Alte limbi (0,3%)
Conform recensământului din 2001, majoritatea populației localității Harsikî era vorbitoare de ucraineană (97,13%), existând în minoritate și vorbitori de rusă (2,57%).